# Taerek
Taerek, gigaszczur (Taeromys) – rodzaj ssaków z podrodziny myszy (Murinae) w obrębie rodziny myszowatych (Muridae).

## Rozmieszczenie geograficzne
Rodzaj obejmuje gatunki występujące endemicznie na Celebesie w Indonezji.

## Morfologia
Długość ciała (bez ogona) 180–279 mm, długość ogona 156–326 mm, długość ucha 17,4–36 mm, długość tylnej stopy 40–60 mm; masa ciała 145–500 g.

## Systematyka
Rodzaj zdefiniował w 1941 roku holenderski teriolog Henri Jacob Victor Sody w artykule zatytułowanym O kolekcji szczurów z regionów Indo-Malajów i Indo-Australii, opublikowanym w czasopiśmie „Treubia”. Gatunkiem typowym jest (oryginalne oznaczenie) taerek długoogonowy (T. celebensis). 

### Etymologia
- Taeromys: Hannie Tera, córka Henriego Sody’ego[1][9]; gr. μυς mus, μυος muos ‘mysz’[10].
- Arcuomys: epitet gatunkowy Rattus arcuatus Tate & Archbold, 1935 (łac. arcuatus ‘w kształcie łuku, zakrzywiony’, od arcuare ‘wygięty w łuk’, od arcus ‘łuk’[11]); μυς mus, μυος muos ‘mysz’[10]. Gatunek typowy (oryginalne oznaczenie): Rattus arcuatus Tate & Archbold, 1935.
- Paruromys: gr. παρα para ‘blisko,  obok’[12]; rodzaj Uromys Peters, 1867 (szczurowiec)[2]. Gatunek typowy (oryginalne oznaczenie): Rattus dominator O. Thomas, 1921.

### Podział systematyczny
Do rodzaju należą następujące gatunki:
| Grafika | Gatunek                | Autor i rok opisu               | Nazwa zwyczajowa     | Podgatunki         | Rozmieszczenie geograficzne                                                                                         | Podstawowe wymiary                              | Status IUCN |
| ------- | ---------------------- | ------------------------------- | -------------------- | ------------------ | --- | ----------------------------------------------- | ----------- |
|         | Taeromys callitrichus  | (Jentink, 1879)                 | taerek pięknowłosy   | gatunek monotypowy | półwysep Minahasa i północno-wschodnia część z środkowej części wyspy; zakres wysokości: 760–2260 m n.p.m.          | DC: 20–24 cm DO: 22–26 cm MC: 290–363 g         | LC          |
|         | Taeromys punicans      | (G.S. Miller & Hollister, 1921) | taerek rudawy        | gatunek monotypowy | środkowa część wyspy (znany tylko z obszaru Pinedapy)                                                               | DC: 18,5–21 cm DO: 15,6–18,5 cm MC: brak danych | VU          |
|         | Taeromys taerae        | (Sody, 1932)                    | taerek stokowy       | gatunek monotypowy | półwysep Minahasa; zakres wysokości: 600–800 m n.p.m.                                                               | DC: 19,5–22 cm DO: 20–23 cm MC: brak danych     | LC          |
|         | Taeromys arcuatus      | (Tate & Archbold, 1935)         | taerek wierzchołkowy | gatunek monotypowy | południowo-wschodnia półwyspowa część wyspy (Tanke Salokko); zakres wysokości: 1500–2000 m n.p.m.                   | DC: 20–21 cm DO: 20–23 cm MC: brak danych       | VU          |
|         | Taeromys hamatus       | (G.S. Miller & Hollister, 1921) | taerek górski        | gatunek monotypowy | środkowa część wyspy; zakres wysokości: 1280–2285 m n.p.m.                                                          | DC: 18–21 cm DO: 17,7–20 cm MC: 145–220 g       | NT          |
|         | Taeromys microbullatus | (Tate & Archbold, 1935)         | taerek małouchy      | gatunek monotypowy | południowo-wschodnia półwyspowa część wyspy (Tanke Salokko); zakres wysokości: około 1500 m n.p.m.                  | DC: około 20 cm DO: około 22 cm MC: brak danych | VU          |
|         | Taeromys celebensis    | (J.E. Gray, 1867)               | taerek długoogonowy  | gatunek monotypowy | półwysep Minahasa, południowy-wschodnia, półwyspowa i środkowa część wyspy; zakres wysokości: poniżej 1200 m n.p.m. | DC: 20–25 cm DO: 24–31 cm MC: 190–345 g         | LC          |
|         | Taeromys dominator     | (O. Thomas, 1921)               | gigaszczur sulaweski | gatunek monotypowy | lasy wyspy; zakres wysokości: – m n.p.m.                                                                            | DC: 20–28 cm DO: 24–33 cm MC: 350–500 g         | LC          |

Kategorie IUCN:  LC  – gatunek najmniejszej troski,  NT  – gatunek bliski zagrożenia,  VU  – gatunek narażony.